# Подере Петриоло (Сијена)
Подере Петриоло је насеље у Италији у округу Сијена, региону Тоскана.
Према процени из 2011. у насељу је живело 26 становника. Насеље се налази на надморској висини од 288 м.